# Systoechus bombycinus
Systoechus bombycinus är en tvåvingeart som beskrevs av Hesse 1938. Systoechus bombycinus ingår i släktet Systoechus och familjen svävflugor. Inga underarter finns listade i Catalogue of Life.